# Marek Marian Piątek
Marek Marian Piątek (Tuchów, 10 ottobre 1954) è un vescovo cattolico polacco.

## Biografia
È membro della Congregazione del Santissimo Redentore (Redentoristi), nella quale ha emesso la prima professione religiosa il 15 agosto 1974.
Compiuti gli studi filosofici e teologici nel Seminario dei Redentoristi della sua città, ha conseguito il dottorato in teologia morale presso l'Accademia Alfonsiana di Roma.
È stato ordinato sacerdote il 5 giugno 1980 e sei anni dopo è stato inviato come missionario in Brasile, precisamente nell'arcidiocesi di São Salvador da Bahia, dove ha svolto gli incarichi di formatore degli studenti di teologia (1987-1990) e professore di teologia morale presso l'Università Cattolica di São Salvador da Bahia, in quella di São Bento e nell'Istituto Superiore di Studi per il Matrimonio e la Famiglia. Dal 2000 al 2010 è stato parroco della parrocchia Ressurreição do Senhor, a Salvador.
Il 15 giugno 2011 è stato nominato vescovo prelato di Coari, ricevendo l'ordinazione episcopale il 12 agosto seguente.
Il 9 ottobre 2013 papa Francesco ha eretto in diocesi la prelatura territoriale di Coari e lo ha nominato primo vescovo.

## Genealogia episcopale
La genealogia episcopale è:
- Cardinale Scipione Rebiba
- Cardinale Giulio Antonio Santori
- Cardinale Girolamo Bernerio, O.P.
- Arcivescovo Galeazzo Sanvitale
- Cardinale Ludovico Ludovisi
- Cardinale Luigi Caetani
- Cardinale Ulderico Carpegna
- Cardinale Paluzzo Paluzzi Altieri degli Albertoni
- Papa Benedetto XIII
- Papa Benedetto XIV
- Cardinale Enrico Enriquez
- Arcivescovo Manuel Quintano Bonifaz
- Cardinale Buenaventura Córdoba Espinosa de la Cerda
- Cardinale Giuseppe Maria Doria Pamphilj
- Papa Pio VIII
- Papa Pio IX
- Cardinale Alessandro Franchi
- Cardinale Giovanni Simeoni
- Cardinale Antonio Agliardi
- Cardinale Basilio Pompilj
- Arcivescovo Joaquim Domingues de Oliveira
- Arcivescovo Alfonso Niehues
- Arcivescovo Murilo Sebastião Ramos Krieger, S.C.I.
- Vescovo Marek Marian Piątek, C.SS.R.